# Television i USA
Televisionen är en viktig del av vardagen i USA. 99 procent av alla amerikanska hushåll har minst en tv-apparat och majoriteten av dem har fler än en. Den amerikanska televisionen domineras och präglas helt av kommersiella bolag och det har aldrig funnits en statligt styrd public service-kanal. Däremot finns ett nätverk av icke-kommersiella stationer, PBS, som finansieras av donationer. 
De större amerikanska tv-bolagen (och radiostationerna) är så kallade nätverk (networks), alltså ett övergripande företag som svarar för programutbudet som i sin tur sedan visas av lokala stationer med oberoende ägare. Den amerikanska tv-marknaden största aktörer är idag de fem nationella nätverken NBC (idag ägt av NBC Universal), ABC (ägt av Walt Disney Company), CBS (ägt av CBS Corporation), FOX (ägt av News Corporation) och The CW (samägt av CBS Corporation och Time Warner). Utöver dessa finns ett flertal kabel-TV-kanaler, Cable TV (ett begrepp som ofta även innefattar satellitsända kanaler). Bland de mest framgångsrika kabelkanalerna märks Discovery Channel, CNN, HBO, MTV, E! och Cartoon Network.

## Historik
De första experimentella tv-sändningarna i USA genomfördes på 1920-talet, men först efter andra världskriget kom reguljära sändningar igång. Den första tiden var mycket turbulent. Som Tim Brooks och Earle Brooks skriver i The Complete Directory to Prime Time Network and Cable TV Shows, 1946-Present:
| ”        | Pictures were fuzzy, screens tiny, and costs astronomical. In addition, there were several incompatible types of transmission, and engineers spent much time arguing over a single set of technical standards - something we take for granted today. | „ |
| – sid xi | |   |

TV:s utveckling påverkades i hög grad av dåtidens stora medium, radion. Många av de tidiga TV-sändningarna utfördes av radiobolag, och flera radioformat, såsom radiodramat, frågesporten och underhållsningsprogrammet överfördes direkt till TV-tablåerna.
Bland de första viktiga sändningarna finns Broadway-pjäsen Susan and God med Gertrude Lawrence och Paul McGrath, som sändes 1938, och en live-sändning i en park i Queens, New York, samma år, där en brand råkade utbryta i närheten och filmades av kamerorna. Den 30 april 1939 blev Franklin D. Roosevelt den förste amerikanske presidenten som medverkade i TV, vid invigningen av Världsutställningen i New York. De första "tittarsiffrorna" utgjordes av vykort som TV-bolagen skickade ut till de som ägde TV-apparater med TV-tablåer och en kort enkät om programmen.
I mars 1940 satte FCC stopp för vidare stationsuybyggande tills bestämmelser införts, och i juni 1941 meddelade FCC att bara stationer som följde en viss standard om regelbundet sände minst 15 timmar per vecka skulle beviljas licens.
Efter att i stort sett alla sändningar skett inom begränsade områden, ofta New York, började NBC och General Electric omkring 1940 att samarbeta för att sända över större ytor. Detta skulle bli grunden för det system av nätverk som amerikansk TV fortfarande använder. Vid mitten av 1940-talet etablerades fyra dominerande nätverk; NBC, CBS, ABC och DuMont, vars dominans nådde sin kulmen på 1970-talet (DuMont gick dock i konkurs 1956). NBC och CBS var de första att få tillstånd att sända kommersiellt, den 1 juli 1941. Under andra världskriget kom dock arbetet med att utveckla TV-tekniken att stå stilla. Redan 1946 startade dock flera serier, varav en, Faraway Hill, var den första såpoperan.
1947 års World Series var startskottet för den stora spridningen av TV-apparater. Från att tidigare i stort sett ha varit en pryl för teknikintresserade, förvandlades TV till att bli en allemansprodukt, när den populära basebollturneringen sågs på TV av ungefär 3,9 miljoner tittare - de flesta i barer. Året därefter, 1948, startade därför en hel del program och serier som räknas bland de som gått längst, och några av de stjärnor som skulle dominera mediet under 1950- och -60-talet gjorde sin debut det året, till exempel Ed Sullivan och Milton Berle.
1950 blev ACNielsen (numera Nielsen Media Research) det enda företaget som gjorde mätningar av tittarsiffror. Deras så kallade Nielsen ratings används fortfarande för att avgöra hur många tittare och vilka tittargrupper olika program. Siffrorna avgör vilka reklamintäkter produktionsbolaget får och därmed ifall programmet kommer att fortsätta sändas.
1960 hade alla hushåll en TV. Det var ett nytt sätt att ge världen till dig. När något stort hände på tv blev hela världen informerad och påverkad. Plötsligt blev TV viktigast och förändrade allt, till och med presidentvalet. 1960 var den första TV debatten mellan Nixons och Kennedys. TV:n kom att bli de främsta nyhetsflödet. Vare sig det handlade om medborgarrättsrörelsen, rymdkapplöpningen eller mordet på Kennedy, allt visades i TV:n. Alla fick se vad som hände.  Under protester mot våld skrek folkgrupper “The whole world is watching”. TV:n gick ut på att skapa underhållning som lockade så många som möjligt. 
I mitten av 1970-talet började tittandet på kabel-TV bli alltmer omfattande  och kom att på allvar börja konkurrera om TV-tittarna. 1986 grundades FOX, som idag är en jämbördig konkurrent till de tre äldre bolagen, och under 1990-talet grundades ytterligare två breda nationella TV-nätverk; The WB och UPN, som hösten 2006 gick samman till The CW. Under decennierna kring millennieskiftet uppkom även flera nischade nätverk, som dock ännu inte blivit tillräckligt stora för att kunna utmana de fem stora.
Sedan 1970 finns även PBS, Public Broadcasting Service, ett icke-kommersiellt alternativ till de stora nätverken. PBS sänder ofta kultur-, vetenskaps- och samhällsprogram, såväl inhemska som importerade. Man är också stora på barnprogram som dominerar sändningarna under dagtid.
1979 startade C-SPAN (Cable-Satellite Public Affairs Network), som ägs av ett icke-vinstgivande företag som i sin tur ägs av de största kabel-TV-företagen och finansieras av kabel-TV-avgifter. C-SPAN har ingen reklam och har riktat in sig på att direktsända debatter i senaten och representanthuset.
Utöver de engelskspråkiga nätverken finns även ett flertal spanskspråkiga TV-bolag.

## Programutbud
Utbudet i de marksända kanalerna består så gott som uteslutande av inhemska produktioner, och även på kabelkanalerna är importerat material sällsynt. Många amerikanska tv-program exporteras till övriga världen, och de är också trendsättande för stora delar av den globala TV-produktionen. Sålunda spelar amerikansk TV-produktion vanligen en betydande, såväl direkt som indirekt, roll i TV-kanaler även utanför USA. Vissa program sänds fortfarande och åter andra är syndikerade genom olika bolag.
- Situationskomedier på bästa sändningstid har lockat storpublik, några av de populäraste har varit I Love Lucy, M*A*S*H, All in the Family (Under samma tak), The Mary Tyler Moore Show, The Jeffersons, The Cosby Show, Seinfeld, Friends (Vänner), Boy Meets World, George Lopez, The King of Queens (Kungen av Queens) och Everybody Loves Raymond (Alla älskar Raymond). Detsamma gäller för satir/humor-program som Saturday Night Live och Milton Berles tidiga program, The Carol Burnett Show och Rowan and Martin's Laugh-In.

- Dramaserier har under årens lopp producerats i flera undergenrer. Westernserier som Gunsmoke (Krutrök) var väldigt populära under 1950- och 1960-talen. Sjukhusdramaserier som Marcus Welby, M.D., St. Elsewhere, ER (Cityakuten), familjeserier som Eight Is Enough, The Waltons, Little House on the Prairie (Lilla huset på prärien) och kriminalserier som Dragnet, Hawaii Five-O, Hill Street Blues (Spanarna på Hill Street), Law & Order (I lagens namn) och CSI: Crime Scene Investigation, där de två sistnämnda har utvecklats till flera spinoffserier. Bland kabelkanalerna har framför allt HBO:s serier fått mycket uppmärksamhet - bland dessa märks Sopranos, Sex and the City, Band of Brothers, Oz och Rome.

- Reality-TV har funnits länge i USA, både sådana med ett humoristiskt anslag (Candid Camera (Gömda kameran), Real People), såväl som drama-serier som COPS och The Real World. Nyare format - tävlingsserier där deltagare ställs inför ovanliga utmaningar, eller talangjakter där en deltagare elimineras varje vecka, exploderade i popularitet år 2000 med serien Survivor. Big Brother, America's Next Top Model och So You Think You Can Dance följde. American Idol, som är baserat på Storbritanniens Pop Idol, började sändas 2002 och har sedan dess haft de högsta tittarsiffrorna, medan The Amazing Race har vunnit Emmy Awards varje år sedan det började sändas 2001.

- Såpoperor har sänts i över sextio år i USA. För närvarande sänds fyra produktioner på dagtid: General Hospital, Days of our Lives, The Young and the Restless och The Bold and the Beautiful (Glamour). Search for Tomorrow, Guiding Light, As the World Turns, Another World, One Life to Live och All My Children är alla exempel på såpoperor som inte sänds längre. Bland populära såpor som sänds på dagtid kan nämnas Peyton Place, Dallas, Dynasty, Beverly Hills, 90210 och Revenge.

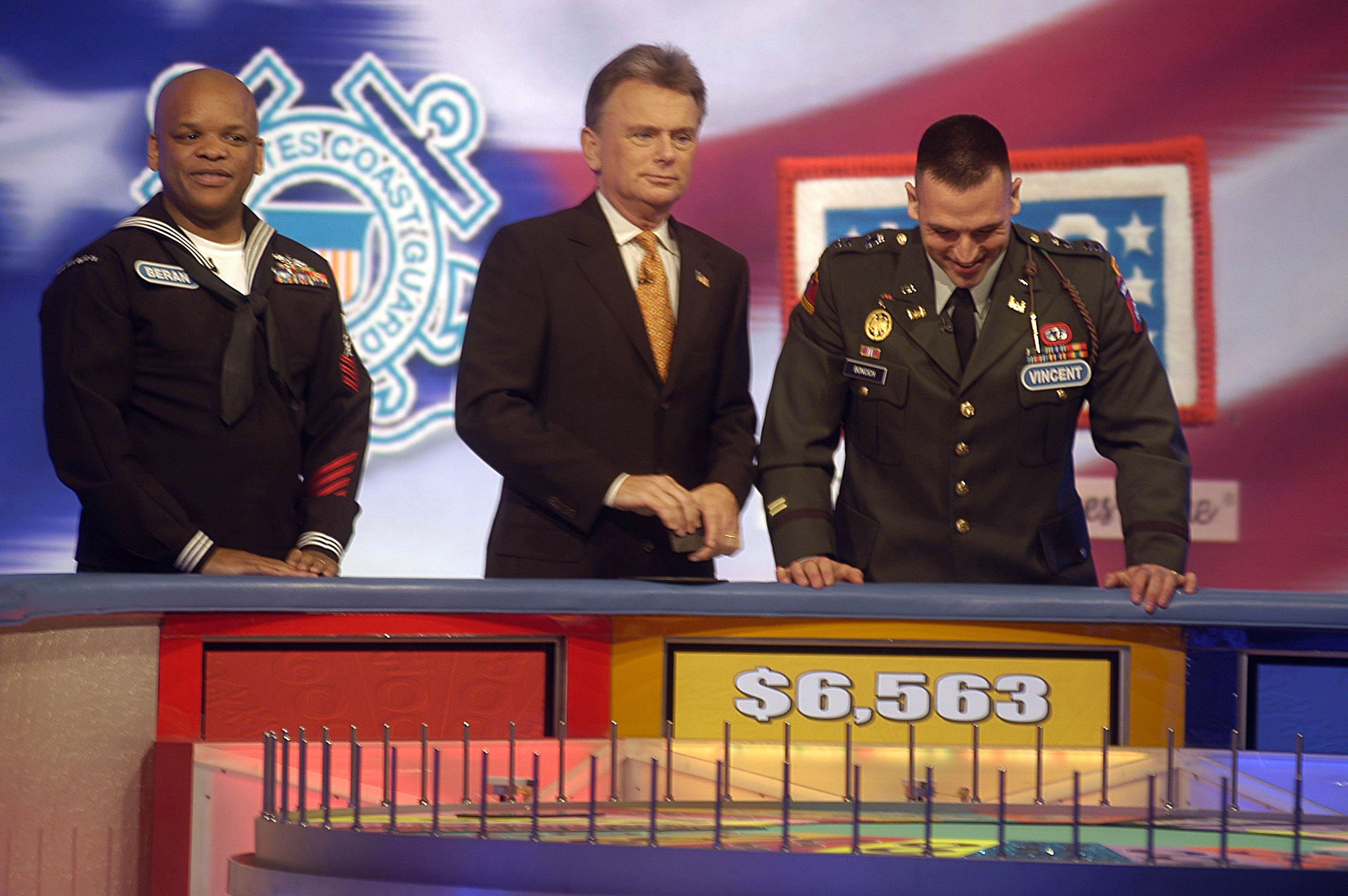
I Wheel of Fortune tävlar tre personer mot varandra och kan vinna pengar, eller andra priser som resor och bilar.

- Lekshower har under åren varit populära program under dagtid, speciellt på 1970-talet med program som The Price is Right, Family Feud, Match Game, The Newlywed Game och Concentration. Wheel of Fortune (Lyckohjulet) och Jeopardy! har visat sig fungera bra på tidig kvällstid, just innan bästa sändningstid, medan andra, speciellt under 1950- och 1960-talen, fick stor popularitet på bästa sändningstid (What's My Line?, I've Got a Secret, To Tell the Truth) och igen under en period på 2000-talet (Who Wants to Be a Millionaire (Vem vill vara miljonär?), The Weakest Link, Deal or No Deal).

- Framgångsrika talkshows har framförallt visats på sen kvällstid, där The Tonight Show (speciellt under de 29 år som Johnny Carson var värd) varit särskilt tongivande. Programmet blandar humor, kändisintervjuer och liveuppträdanden. Tonight dominerade kvälls-tv-genren under flera årtionden och banade väg för liknande program som letts av Merv Griffin och David Letterman. Dagtid dominerar talkshower som The Oprah Winfrey Show, Phil Donahue, The Ellen DeGeneres Show och Live with Regis and Kelly, med varierande anslag, från seriösa till lättsamma. Subgenren "trash-TV" med talkshows som The Jerry Springer Show är också populära.

- Den amerikanska barn-TV-produktionen består till stor del av animerade TV-serier. Mellan slutet av 1960-talet och början av 1990-talet nådde intresset för tecknat i TV på lördagsmornarna sin höjdpunkt. Fram till 1980-talet dominerades animations-TV-marknaden av tre studior: Hanna-Barbera Productions (Familjen Flinta med flera), Filmation (He-Man and the Masters of the Universe med flera) och DePatie-Freleng Enterprises (Rosa pantern med flera ed flera), där den förstnämnda var den mest framgångsrika. Dessutom förekom regelbunden visning av äldre material (såväl spelfilm som animationer) som producerats för biografvisning. Det finns en uppsjö barnprogram som uppvisar höga tittarsiffror, dock har nya regelverk införts som begränsar visandet av reklam i och mellan program som riktar sig till barn, vilket gjort att fria TV-bolag funnit det svårare att tjäna pengar på den här typen av program jämfört med tidigare. Barnprogram återfinns numera till stor del på kabel-TV, där program som Fanboy & Chum Chum, SpongeBob SquarePants (Svampbob Fyrkant), iCarly, The Suite Life on Deck (Det ljuva havslivet), Big Time Rush, Victorious, Phineas & Ferb, The Fairly OddParents är framgångsrika på kabeltvkanaler som Disney Channel och Nickelodeon. I och med kabel-TV:s genombrott började renodlade barnkanaler dyka upp - däribland märks framför allt Nickelodeon (1979), Disney Channel (1983) och Cartoon Network (1992) - något som kom att driva på utbudet av amerikanska barnprogram, såväl tecknade som otecknade. När Disney 1987 producerade den första animerade TV-serien avsedd för syndikering, Duck Tales, kom detta att ytterligare verka för genrens utbredning. Andra kanaler som riktar in sig på barn- och familjeprogram är bland andra PBS Kids Sprout, Disney XD och Boomerang.

Den allra största delen av amerikanska tv-program produceras inom landet, men det finns ett antal program från utlandet som syndikeras och sänds på public service- eller kabeltvkanaler. De flesta av dessa importeras från andra engelsktalande länder, främst Kanada och Storbritannien. I synnerhet PBS är känt för att visa brittiska komedier som Are You Being Served?, Keeping Up Appearances and As Time Goes By, som sänds av de flesta medlemsstationerna på helgkvällar. Bland program från Kanada märks program från kanaler med barn- och familjeinriktning som YTV och Family som producerar program som Are You Afraid of the Dark?, Naturally, Sadie, Life with Derek och Degrassi High. Spanskspråkiga kanaler i USA importerar även de stora delar av sitt programutbud; exempelvis tar Univision in de så kallade telenovelas från mexikanska TV-bolaget Televisa och från Venevision i Venezuela.

### Nyheter
De lokala kanalernas nyhetssändningar är de som lockar störst publik. Alla de nationella TV-nätverken sänder morgonnyhetsprogram, där NBC:s The Today Show och ABC:s Good Morning America räknas till de mest inflytelserika. Kvällsnyhetsprogrammen leds av nyhetsankare, som ofta också räknas som nyhetsavdelningarnas ansikten utåt (Walter Cronkite och Dan Rather för CBS; NBC:s NBC Nightly News leds eller har letts av Chet Huntley, David Brinkley och Tom Brokaw; ABC:s Peter Jennings). Därutöver sänds högprofilerade, mer djuplodande nyhetsprogram som 60 Minutes, 20/20 och Dateline NBC på kvällstid och Meet the Press (USA:s äldsta serie som sänts varje vecka sedan 1947), Face the Nation och This Week på söndagsmorgnarna. Det finns flera kabelkanaler som är helt vigda åt nyheter. De mest sedda är Fox News, CNN och dess systerkanal Headline News samt MSNBC.
Precis som de amerikanska tv-nätverken är merparten av de amerikanska nyhetskanalerna inte officiellt tillgängliga i Europa - dock sänder flera europeiska kanaler amerikanska nyhetssändningar som en del av sitt program utbut - så visas till exempel Fox News under delar av dagen både i den svenska kanalen TV8 och i CNN International. Vidare sänder satellitkanalen Orbit News dagligen ett blandat amerikanskt nyhetsutbud med program från NBC, ABC, MSNBC och PBS till abonnenter i Mellanöstern, Europa och Afrika. USA har även en kanal som endast är tillägnat väder och väder-relaterade nyheter, TWC, The Weather Channel. TWC sänder 24 timmar om dygnet och erbjuder även väderprognoser till andra media samt på webbplatsen weather.com. TV-kanaler liknande TWC finns bara i Kanada och Australien. Försök att driva väderkanaler i andra länder har misslyckats.

### Sport
Utbudet av sport i amerikansk TV är mycket stort. De fyra stora TV-kanalerna ABC, CBS, NBC och FOX dominerar sport-TV-tittandet på helgerna. Vid sidan av dessa finns en mängd nationella och regionala sportkanaler, däribland CSTV, ESPN och ett flertal FOX-ägda kanaler.